# Арно Штеффенгаген
Арно Штеффенгаген (нім. Arno Steffenhagen, нар. 24 вересня 1949, Берлін) — німецький футболіст, що грав на позиції нападника, зокрема за «Герту», «Аякс», «Гамбург», а також національну збірну Німеччини.

## Клубна кар'єра
У дорослому футболі дебютував 1968 року виступами за берлінську «Герту», в якій провів чотири сезони, взявши участь у 132 матчах чемпіонату.  1971 року «Герта» опинилася в епіцентрі скандалу з договірними матчами в Бундеслізі, через який багато її гравців отримали різні терміни діскваліфікації. Покарання Штеффенгагена обмежилося двома роками, а згодом було скорочене. Утім гравець фактично й не переривав кар'єру — оскільки Південноафриканська федерація була виключена з ФІФА через апартеїд, заборона не розповсюджувалась на участь у чемпіонаті ПАР. Тому Штеффенгаген, як і низка його колишніх партнерів по «Герті», перебрався до цієї країни, де протягом частини 1972 року грув за місцевий «Гелленік».
Відбувши дискваліфікацію, повернувся до Європи, ставши 1973 року гравцем амстердамського «Аякса». Того ж року «Аякс» здобув Суперкубок УЄФА, утім німець обидва матчі за цей трофей провів на лаві для запасних.
1976 року повернувся на батьківщину, приєднавшись до лав «Гамбурга», у складі якого здобув Кубок володарів кубків 1976-1977. Провівши два сезони в «Гамбурзі», 1978 року грав у США за «Чикаго Стінг».
Відіграв сезон 1978/79 за німецький «Санкт-Паулі», після чого у 1979–1984 роках закінчував кар'єру у Північній Америці, де грав знову за «Чикаго Стінг», а згодом за канадські «Торонто Бліззард» та «Ванкувер Вайткепс».

## Виступи за збірну
1971 року провів свою єдину офіційну гру у складі національної збірної Німеччини.

## Титули і досягнення
- Володар Суперкубка УЄФА (1):

«Аякс»: 1973
- Володар Кубка Кубків УЄФА (1):

«Гамбург»: 1976-1977